# Daryl Gregory
Daryl Jon Gregory (Darien, 26 giugno 1965) è uno scrittore statunitense.

## Biografia
Affermatosi come autore di racconti di fantascienza apparsi in importanti riviste e antologie, Gregory vive con la famiglia a State College, in Pennsylvania, dove alterna l'attività di scrittore a quella di programmatore. Laureato all'Università statale dell'Illinois in Inglese e teatro, ha lavorato anche come insegnante di letteratura inglese.
Nel 2006 Gregory ha ricevuto il premio "Asimov's Reader" per il racconto Second Person, Present Tense.
Il suo primo romanzo, Pandemonium, è stato pubblicato dalla casa editrice Del Rey Books nel 2008, e nel 2009 si è aggiudicato il "Crawford Award", oltre a essere stato in lizza per numerosi altri premi tra cui il "Premio World Fantasy" e lo "Premio Shirley Jackson". Il secondo romanzo, Devil's Alphabet, è stato definito dal Publisher's Weekly come uno dei migliori libri del 2009, ed è stato tra i finalisti per la vittoria del "Philip K. Dick Award". Nel giugno del 2011 è stato pubblicato in lingua inglese il terzo romanzo di Gregory, intitolato Raising Stony Mayhall.

## Opere

### Romanzi
- Pandemonium (2008), Roma, Fanucci, 2010 traduzione di Cristina Genovese ISBN 978-88-347-1652-6.
- Devil's Alphabet (2009)
- Raising Stony Mayhall (2011)
- Afterparty (2014)
- Siamo tutti in ordine (We Are All Completely Fine, 2014), Roma, Fanucci, 2016 traduzione di Enrico Lodi ISBN 978-88-347-3140-6.
- Harrison Squared (2015)
- La straordinaria famiglia Telemachus (Spoonbenders, 2017), Milano, Frassinelli, 2018 traduzione di Francesco Leto ISBN 978-88-93420-28-0.

### Raccolte di racconti
- Unpossible and Other Stories (2011)

### Racconti brevi
- In the Wheels (1990)
- Taking the High Road (1991)
- The Sound of Glass Breaking (1992)
- An Equitable Distribution (1997)
- Free, and Clear (2004)
- The Continuing Adventures of Rocket Boy (2004)
- Second Person, Present Tense (2005)
- Gardening at Night (2006)
- Damascus (2006)
- Dead Horse point (2007)
- Glass (2008)
- The Illustrated Biography of Lord Grimm (2008)
- Unpossible (2008)
- Message from the Bubblegum Factory (2010)
- What We Take When We Take What We Need (2010)

### Fumetti
- Planet of the Apes
- Dracula: Company of Monsters